# Richmond Landon
Richmond Landon (Estados Unidos, 20 de noviembre de 1898-13 de junio de 1971) fue un atleta estadounidense, especialista en la prueba de salto de altura en la que llegó a ser campeón olímpico en 1920.

## Carrera deportiva
En los JJ. OO. de Amberes 1920 ganó la medalla de oro en el salto de altura, con un salto por encima de 1.936 metros, superando a su compatriota Harold Muller (plata con 1.90 metros) y al sueco Bo Ecklund (bronce también con 1.90 metros pero en más intentos).